# 紐瓦克瓦利 (紐約州村)
紐瓦克瓦利（英語：Newark Valley）是位於美國紐約州泰奧加縣的村。

## 人口
根據2020年美國人口普查的數據，紐瓦克瓦利的面積為2.56平方千米，皆為陸地。當地共有人口928人，而人口密度為每平方千米363人。